# قطعنامه ۱۲۹۷ شورای امنیت
قطعنامه ۱۲۹۷ شورای امنیت سازمان ملل متحد که در تاریخ ۱۲ مه ۲۰۰۰ تصویب شد، سندی بین‌المللی دربارهٔ بررسی وضعیت میان اریتره و اتیوپی است. این قطعنامه طی نشست ۴۱۴۲ام با ۱۵ رای موافق، ۰ مخالف و ۰ ممتنع تصویب شد.